# Mont Vélan
Mont Vélan är en bergstopp i Schweiz. Den ligger i distriktet Entremont och kantonen Valais, i den södra delen av landet, 120 km söder om huvudstaden Bern. Toppen på Mont Vélan är 3 722 meter över havet.